# Monticello (Iowa)
Monticello és una població dels Estats Units a l'estat d'Iowa. Segons el cens del 2000 tenia 3.607 habitants.

## Demografia
Segons el cens del 2000, Monticello tenia 3.607 habitants, 1.538 habitatges, i 979 famílies. La densitat de població era de 378,4 habitants/km².
Dels 1.538 habitatges en un 26,9% hi vivien nens de menys de 18 anys, en un 51,4% hi vivien parelles casades, en un 9,4% dones solteres, i en un 36,3% no eren unitats familiars. En el 31,5% dels habitatges hi vivien persones soles el 17,4% de les quals corresponia a persones de 65 anys o més que vivien soles. El nombre mitjà de persones vivint en cada habitatge era de 2,26 i el nombre mitjà de persones que vivien en cada família era de 2,82.
Per edats la població es repartia de la següent manera: un 23,1% tenia menys de 18 anys, un 7,3% entre 18 i 24, un 24,5% entre 25 i 44, un 21,3% de 45 a 60 i un 23,8% 65 anys o més.
L'edat mediana era de 42 anys. Per cada 100 dones de 18 o més anys hi havia 82,2 homes.
La renda mediana per habitatge era de 34.932 $ i la renda mediana per família de 42.616 $. Els homes tenien una renda mediana de 30.324 $ mentre que les dones 20.998 $. La renda per capita de la població era de 16.699 $. Entorn del 3,6% de les famílies i el 7,2% de la població estaven per davall del llindar de pobresa.

## Poblacions més properes
El següent diagrama mostra les poblacions més properes.